# Тамбоара
Тамбоара (порт. Tamboara) — муниципалитет в Бразилии, входит в штат Парана. Составная часть мезорегиона Северо-запад штата Парана. Входит в экономико-статистический микрорегион Паранаваи. Население составляет 4016 человек на 2006 год. Занимает площадь 193,345 км². Плотность населения — 20,8 чел./км².
Праздник города — 15 марта.

## Статистика
- Валовой внутренний продукт на 2003 год составляет 39 053 505,00 реалов (данные: Бразильский институт географии и статистики).
- Валовой внутренний продукт на душу населения на 2003 год составляет 9467,52 реалов (данные: Бразильский институт географии и статистики).
- Индекс развития человеческого потенциала на 2000 год составляет 0,782 (данные: Программа развития ООН).

## География
Климат местности: субтропический.